# Борисово (Елабужский район)
Борисово (тат. Каенлык) — упразднённая деревня в Елабужском районе Татарстана.

## Происхождение названия. Топонимы
Свое название починок получил по имени старшего сына Юлдаша — Бориса. В начале XIX в. на ряду с названием починок Борисов, встречается название — починок Борисовский. Поскольку основатели починка переселились из поч. Калмыкова, то это название можно встретить в качестве дополнения — «Починок Борисов (деревня Калмыкова)». Вероятно по-татарски  Бориса звали - Булат (Пулат, Тимерпулат) поэтому после отказа соблюдать христианские обряды жители починка предприняли попытку переименовать починок Борисов в Полатово (Полаткино, Палаткин). Это название попало во многие документы и справочники во второй половине XIX в., однако не прижилось. Сами жители деревни называли ее Каенлык, это название встречается в некоторых татароязычных документах XX века.

## История
Основана в конце XVIII в., как починок Борисов (Борисовский) переселенцами из деревни Салауч (Вотский Юраш). Это были ясачные татары, двоюродные братья Юлдаш и Аразай, которые по какой-то причине были крещены, но продолжали «незаконно» исповедовать ислам . Сначала они поселились на месте будущего починка Калмыкова, но их оттуда вытеснили пришедшие сюда из сел Старые Сарали и Мещеряково русские крестьяне.
С 1870 г. перестали посещать церковь и на протяжении 1870—1880 гг. безрезультатно пытались получить от властей разрешение официально исповедовать ислам. Являлись т. н. «неофициальными мусульманами», или выражаясь терминологией тех лет — отпавшими из православия в магометанство. Им запрещалось посещать официально признанные мечети.
14 июня 1906 г. в соответствии с указом Николая II Об укреплении начал веротерпимости от 17 апреля 1905 г. были исключены из числа православных и включены в число мусульман.
Жители деревни с конца XVIII века до 1871 г. относились к православному приходу Рождественской церкви села Мещеряково, а с 1906 г. к мусульманской махалле деревни Сосновый Юраш.
Деревня Борисово прекратила существование в 1965 году.

## Административно-территориальная принадлежность
Починок Борисов на момент образования, в конце XVIII в., находился в составе в составе Елабужского уезда Вятского наместничества. Во время гражданской войны Елабужский уезд был передан в состав Казанской губернии, в 1920 г. возвращен в состав Вятской губернии, в 1921 г. часть Елабужского уезда, в том числе починок Борисов, вошла в состав Татарской АССР.
В 20-е гг. XX века находилась в составе Мамадышского, Елабужского, Челнинского кантонов ТАССР. С 10 августа 1930 года – в Елабужском, с 19 февраля 1944 года – в Костенеевском, с 8 июня 1944 года – в Мортовском, с 19 ноября 1954 года в Елабужском районах.
- В 1802 г. в составе Гришинской волости.
- В 1834 г. в составе Саралинской волости.
- В 1858 г. в составе Еловской волости.
- В 1884 г. в составе Черкасовской волости.
- В 1930 г. в составе Вотско-Юрашского сельского совета

## Население
| 1811 | 1816 | 1834 | 1858 | 1897 |
| ---- | ---- | ---- | ---- | ---- |
| 12   | 19   | 26   | 36   | 85   |

Количество населения с 1811 по 1858 гг. взято из ревизских сказок податного населения, куда не вошли данные о проживающих в починке отставных солдатах, солдатских женах и солдатских детях.

## Известные личности
В деревне 1 июня 1947 года родился живописец, член Союза художников Республики Татарстан (1994) Зиннур Миннахметович Миннахметов.